# 视网膜
視網膜（Retina）又称视衣、眼球内膜（internal tunic）、眼球神经膜（neural tunic），是脊椎动物和一些头足纲动物眼球后部的一层非常薄的细胞层。它是眼睛中将光转化为神经信号的部分。
人类视网膜在眼球壁的最内层（外层为纤维膜，中间层为血管膜即葡萄膜），由前段至后段分为视网膜虹膜部、视网膜睫状体部和视网膜视部，前两部无感光功能，因此称为视网膜盲部。视网膜另可由外向内粗分为色素上皮与神经上皮；前者再细分为9层，其中的感光层含有可以感受光的视杆细胞和视锥细胞。这些感光层的细胞将它们感受到的光转化为神经信号，这些信号被视网膜上的其它神经细胞处理后，轉變为视网膜神经节细胞的动作电位。视网膜神经节细胞的轴突组成视神经。视网膜不但有感光的作用，它在视觉中也有重要作用。在形态形成的过程中，视网膜和视神经是从脑中延伸出来的。
每個人的視網膜血管结构都不一样，因此可用於生物特征识别。

## 解剖学
|  |  |

人的視網膜分10层（光線前進路徑由最內到最外，即上图由上至下）：
1. 内界膜（英语：inner limiting membrane）
2. 神经纤维层——主要為神經節細胞的軸突
3. 神经节细胞层——这个层含有神经节细胞的细胞核，视神经从这里开始
4. 内丛状层（英语：inner plexiform layer）——主要由雙極細胞的軸突及神經節細胞的樹突組成，并以突觸形式相接觸
5. 内核层（英语：inner nuclear layer）——又稱內顆粒層，由雙極細胞、水平細胞、無長突細胞、Muller細胞的胞核組成
6. 外丛状层（英语：outer plexiform layer）——由光感受器細胞的軸突及雙極細胞樹突水平細胞突起組成，它們之間的接觸稱為突觸
7. 外核层（英语：outer nuclear layer）——又稱外顆粒層，由光感受器細胞核組成
8. 外界膜（英语：external limiting membrane）——这个层隔开感光细胞的内部与其细胞核
9. 感光层——包括視桿細胞及視錐細胞
10. 视网膜色素上皮

## 人的视网膜的解剖构造
成人的视网膜构成一个球面的 72%，这个球面直径约为 22毫米。视网膜的厚度不到 0.5毫米（mm），它有三层神经细胞和两层神经元。神经节细胞的轴突在盲点组成视神经通向脑，血管进入视网膜。可能出于演化的缘故，人类视网膜的感光细胞位于外层，光要通过整个视网膜才能达到感光细胞。但是光无法透过不透明的上皮组织和脉络膜。
视网膜中央靠“鼻侧”是视神经延伸出眼球的位置，即视盘（optic disc）又称视神经乳头、视乳头；由于视盘没有视细胞，因而没有视觉，形成视野中的生理盲点，位于“视野颞侧”。这个点看上去是一个白色的、约 3mm2 大的椭圆。
从盲点向太阳穴（颞侧）的方向是黄斑（macula lutea，macula），呈黄色，其中心是中央凹（fovea centralis），这是眼睛感光最灵敏的地方，也是我们视觉最清晰的地方。每當人注視某項物體時，眼球常會不自覺轉動，讓光線盡量聚焦在中央凹。人和灵长目动物只有一个中央凹，有些鸟有两个中央凹，狗和猫没有中央凹，它们有一个叫做中央条的带状区。
中央凹周围约 6mm 的区域称为中央视网膜，其外是边缘视网膜。视网膜的边缘是锯齿缘。横向的从锯齿缘到斑点约为3.2mm。中央视网膜主要以视锥细胞为主，周边视网膜主要以视桿细胞为主。视网膜裡一共约有 600万视锥细胞和 1.25亿视桿细胞。黄斑中心的中央凹的视锥细胞最小，它们排列成六角形。在这里它们效率最高，最灵敏。中央凹下其它的视网膜层消失，向黄斑边缘它们逐渐出现和变厚。
在神经节细胞层与视桿细胞和视锥细胞之间有两层神经毡，在这里神经元互相接触。这两层神经毡是外网层和内网层。在外网层感光细胞与纵向的双极细胞连接。在内网层横向的水平细胞与神经节细胞连接。
对着蓝色的光，人们可以看到运动的白色的亮点，这是感光细胞前毛细血管裏的白血球。

## 生理
物体发来的光线经过眼的折光系统，一般会在视网膜上形成像（否则将形成近视或远视），被感光细胞感到。
感光細胞受刺激後將其刺激的形態傳遞到大腦，大腦的不同部分平行工作產生外部環境的概念。
視錐細胞工作在比较亮的环境下，可以分辨顏色。視桿細胞工作在比较暗的环境下，其分辨率比較低，而且不能分辨顏色。有的人缺乏紅色、藍色或綠色的視錐細胞，導致不同的色盲。人和高等的靈長目動物有三種不同的視錐細胞，而其它哺乳動物缺乏對紅色的視錐細胞，因此它們對顏色的分辨比較差。
感光細胞感受到光後向雙極細胞發送一個相應於光強度的、模擬信號性質的分級電位。雙極細胞將這個信號繼續傳送給視網膜神經節細胞，最後神經節細胞產生頻率與分級電位相關的動作電位調頻脈衝信號從視神經傳出。通過水平細胞和無長突細胞感光細胞也相互連接，再將它們的信號送到神經節細胞前就對這些信號進行加工。雖然視錐細胞和視柱細胞的感光效應不同，它們之間也相互連接。
雖然這些細胞都屬於神經細胞，但是只有神經節細胞和少數無長突細胞產生數字信號性質的動作電位。感光細胞在有光照射時，會影響細胞膜上的cGMP轉介蛋白，使cGMP轉變成GMP。而失去cGMP作用下的鈉離子通道會關閉，造成去極化終止，接著鉀離子通道開啟造成感光細胞的過極化。感光細胞的外部含有感光色素，它與光的反應導致環鳥苷磷酸濃度的變化和細胞膜對鈉的滲透性。在強光下釋放出來的神經遞質濃度減弱，光強降低後其濃度增高。在強光下感光色素完全失去它的作用，只能緩慢地使用化學過程被有用的色素取代。因此從強烈光下進入一個暗的環境後眼睛需要約30分鐘時間來達到其最高的靈敏度。
隨其交感域的不同視網膜神經節細胞有兩種不同的反應。視網膜神經節有兩個交感域，一個是中心的圓形的區域，這裡的細胞在受光時發射。其周圍環形區域裡的細胞在不受光時發射。隨光的加強第一個區域裡的細胞的發射頻率提高，而第二個區域裡的細胞的發射頻率降低。除此之外不同的神經節細胞對不同的顏色和形態也產生不同的反應。
在將信號傳送到腦的過程中視網膜被分為兩半，靠近鼻子的一半（鼻侧）和靠近太阳穴的一半（颞侧）。鼻侧的軸突在腦的視交叉與来自另一隻眼的颞侧的軸突結合後進入外側膝狀核。
雖然視網膜上有1.3億多感光細胞，但是視神經只有約120萬軸突，因此大量前處理在視網膜上就完成了。黃斑的信息最精確。雖然斑點只佔整個視覺面的0.01%，但是視神經裡10%的信息是由這裡的軸突傳遞所致。斑點的分辨率極限約為104點。整個視網膜的信息量估計為沒有顏色時5 × 105比特/秒，有顏色時為6 × 105比特/秒。

## 疾病
视网膜有许多遗传的或者后天获得的疾病。其中包括：
- 视网膜色素变性是一个遗传疾病，导致边缘视觉的失落。
- 黄斑病变是指一系列由于黄斑中的细胞的死亡或者受伤而导致的中央视觉的丧失。
- 视网膜脱落，视网膜从眼球上脱落下来，發生時並不會感到疼痛，但會看到大面積黑影或影像扭曲變形、同時會出現視力減退或色澤改變。[3]
- 高血压和糖尿病会导致为视网膜提供营养的小血管的破坏，导致高血压性视网膜病变和糖尿病视网膜病变。
- 视网膜母细胞瘤。
- 黃斑水腫。
- 視網膜黃斑衰退症。

有实验结果显示，蓝光可能对视网膜产生不可逆的伤害。

## 诊断和治疗
医生使用检眼镜来检查视网膜。最近適應光學被用来产生人眼内单个视柱细胞或视锥细胞的图像。
视网膜电流图被用来无创性地测量视网膜的电活动。一些疾病可以影响视网膜的电活动。一个比较新的技术是光学相干断层扫描(OCT)。这个无创性技术可以产生视网膜的组织三维图像或者高分辨率的截面断层扫描。
视网膜移植至今为止没有成功。

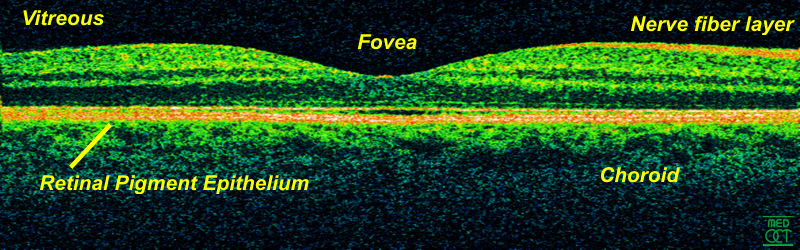
视网膜黄斑区在800nm处的时域OCT，轴向分辨率3μm

麻省理工学院和新南威尔士大学正在研制“人造视网膜”：一个使用数字照相机的信号直接刺激视网膜神经节细胞的系统。

## 脊椎動物與頭足動物視網膜的差別
脊椎動物（如人、鳥類）、七鰓鰻眼睛的视网膜是反向的，其感光细胞位于视网膜的反面。光要穿过整个视网膜才能到达感光细胞，使成像變得模糊。頭足綱动物（如章鱼、乌贼）的视网膜是正向的，牠們的感光细胞位于视网膜的正面，神经位于感光细胞后面，因此头足纲动物没有盲點。从这些意义上来说，头足纲动物的视网膜的层次结构更为合理，而脊椎动物的视网膜层次分布顺序颠倒似乎有害（盲點、感光能力略低、視網膜脫落、眼底出血）而无益。
头足纲动物的视网膜不像脊椎动物是从脑中发展出来的，这说明脊椎动物和头足纲动物的视网膜是趋同进化出来的。

## 研究
1967年乔治·沃尔德、哈尔丹·凯副·哈尔特林和拉格纳·格拉尼特因对视网膜的研究获得诺贝尔生理学或医学奖。